# Pappersgröppa
Pappersgröppa (Byssomerulius corium) är en svampart som först beskrevs av Christiaan Hendrik Persoon, och fick sitt nu gällande namn av Erast Parmasto 1967. Enligt Catalogue of Life ingår pappersgröppa i släktet Byssomerulius,  och familjen Phanerochaetaceae, men enligt Dyntaxa är tillhörigheten istället släktet Byssomerulius,  och familjen Meruliaceae. Arten är reproducerande i Sverige. Inga underarter finns listade i Catalogue of Life.